# Давид (князь Кахетії)
Давид I (груз. დავითი; д/н — 1001) — 9-й еріставі-хорєпископ Кахетії й Гереті в 976—1010 роках.

## Життєпис
Походив з роду Аревманелі-Квірікидів. Молодший син Квіріке II, еріставі-хорєпископа Кахетії. Після смерті старшого брата Падла близько 957 року став спадкоємцем трону. 958 року одружився з донькою абхазького царя Леона III, чим було завершено абхазо-кахетинську війну.
Успадкував владу 976 року. З самого початку змушений був протистояти Давиду III, володареві Тао-Кларджеті. Переніс столицю до Телаві, де спорудив фортецю Дзвелі Галавані («Старі стіни»)
У 987 році з огляду на підтримку Давидом III повсталого Барди Фоки еріставі-хорєпископ підтримав візантійського імператора Василя II. Втім про походи кахетинського князя проти Тао-Кларджеті невідомо.
Більш запеклою була боротьба із спдакоємцями Давида III — Гургеном II і Багратом III. Незважаючи на поразки Давид, завдяки вправній дипломатії та підтримці місцевих азнаурі, зумів зберегти владу над своїми володіннями, коли 1008 року картлійські війська після перемоги при Тіанені захопили більшість Кахетії і Гереті. 1009 року ворог змушений був залишити Гереті, а невдовзі й всю Кахетію.
Помер Давид I 1010 року, після чого Баграт III приєднав Кахетію і Гереті до царства Картлі. Лише 1014 року син Давида — Квіріке відновив незалежність Кахетії.

## Родина
Дружина — донька Леона III, царя Абхазії
Діти:
- Квіріке (д/н—1029), цар Кахеті-Ереті
- Золакертель, дружина Давида I, царя Ташир-Дзорагеті
- донька, дружина Ашота, мтаварі Марілі